# Conversaciones con mamá
Conversaciones con mamá és una pel·lícula de l'Argentina, sisè llargmetratge del director Santiago Carlos Oves estrenada el 15 d'abril de 2004 nominada i guanyadora de premis nacionals i internacionals. Pertany a la nova generació de cinema argentí que ha transcendit fronteres amb films com Nueve reinas, El hijo de la novia, Plata quemada, La ciénaga, La puta y la ballena i Elsa y Fred.

## Argument
Rodada íntegrament en Buenos Aires i escrita pel mateix Oves, explora la relació entre una mare i el seu fill. Mamà (China Zorrilla) té vuitanta-dos anys, i el seu fill Jaime (Eduardo Blanco), cinquanta. Ell té dona, dos fills, casa, dues actuacions i una sogra que atendre. Mamà se les arregla sola i suporta la seva vellesa amb dignitat. Però un dia l'empresa per a la qual treballa Jaime el deixa al carrer per raons d'ajust. Això ho porta a prendre la decisió de vendre un departament on viu Mamà. Els seus plans canvien quan descobreix que Mamà té un promès (Ulises Dumont), tretze anys més jove que ella, i amb qui vol quedar-se a viure al seu departament.

## Repartiment
- China Zorrilla... Mamá
- Eduardo Blanco... Jaime
- Ulises Dumont... Gregorio
- Silvina Bosco... Dorita
- Floria Bloise... Lucrecia
- Nicolás Condito... Chico
- Tito Mendoza... Infermer

## Temàtica
"Es tracta d'una pel·lícula que pretén enaltir les virtuts de l'ancianitat, apuntant a una societat que en general ignora que en la senzillesa de la seva saviesa està la profunditat de la vida mateixa", explica Oves sobre aquest film, que també retrata l'Argentina dels últims temps, amb personatges ancorats en un passat recent del país.

## Premis i nominacions
- Premi Còndor de Plata, nominació millor actriu per a la China Zorrilla 2005.
- Sant Jordi de Plata a la millor actriu per China Zorrilla al 26è Festival Internacional de Cinema de Moscou[3]
- Nominació millor director Festival Internacional de Moscou, Santiago Carlos Olves 2004.
- Nominació millor director Festival de Màlaga 2004.
- Esment especial Festival de Peníscola, millor director.
- Festival Llatí de Los Angeles 2004, Premi del Público.
- Festival Internacional de Cinema de Mont-real 2004, Premi a la Millor Pel·lícula Llatinoamericana.

## Versió teatral
Se n'ha fet una versió per teatre, adaptada per Jordi Galceran i dirigida per Juan Echanove i protagonitzada pel mateix Juan Echanove i María Galiana.